# 不可触民

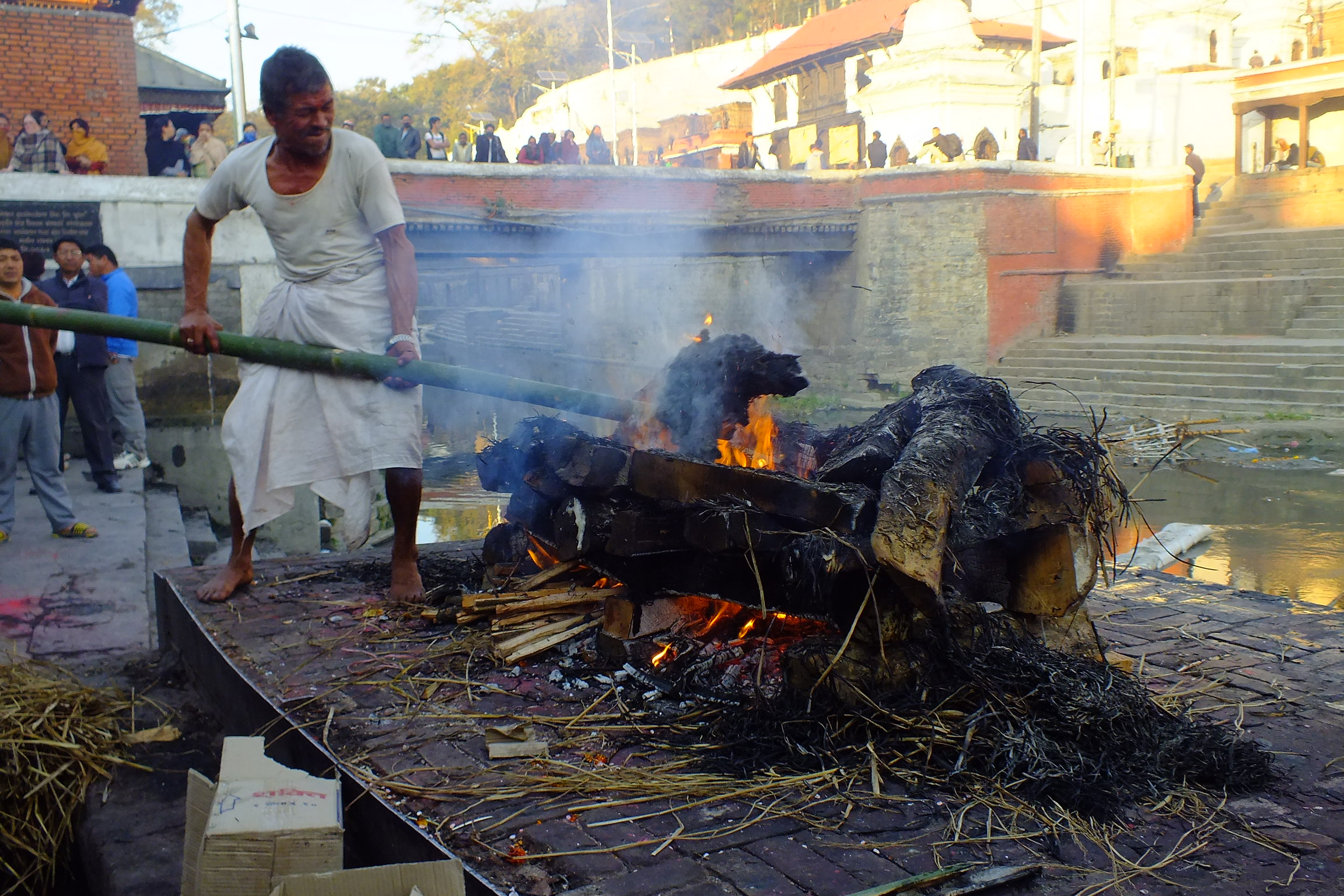
カースト制の下では隠亡は不浄とされてきた（ネパール・パシュパティナート火葬場 2015年）

不可触民（ふかしょくみん、英語: untouchable）とは、カースト制度（ヴァルナ・ジャーティ制）の外側にあって、インドのヒンドゥー教社会における被差別民である。総数は約2億人と推計されている。
アチュート、アウトカースト、パーリヤもしくはアヴァルナと呼ばれ、不可触民は自分たちをダリットと呼ぶのを好んだ。
インド憲法では、スケジュールド・カースト（Scheduled Castes）と呼称する。1950年に制定されたインド憲法17条により、不可触民を意味する差別用語は禁止、カースト全体についてもカーストによる差別の禁止も明記している。またインド憲法第341条により、大統領令で州もしくはその一部ごとに指定された諸カースト（不可触民）の総称として、スケジュールド・カースト（指定カースト）と呼称し、留保制度により、公共機関や施設が一定割合（約25％）で優先的雇用機会を与えられ、学校入学や奨学金制度にも適用される。
後述するように、ダリットから有力政治家が輩出している一方で、憎悪犯罪による殺傷を含めた差別が現存しており、貧困も深刻である。
教義としてカースト制を否定するシク教においても、慣習として存在するマザビ・シクなど被差別民は「ダリト」（ダリット）を自称することがある。

## 概要

### 呼称

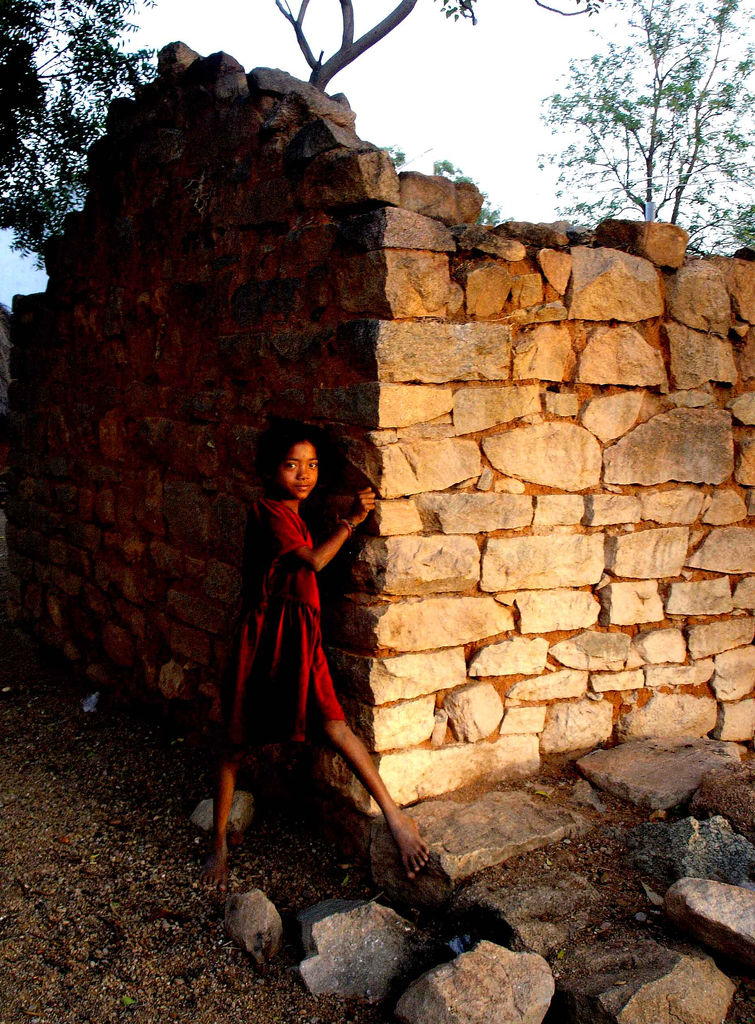
不可触民の少女（アーンドラ・プラデーシュ州）

ダリット（दलित）は、「困窮した者」「押しつぶされた者」「抑圧されている者」の意であり、アウト・カースト、もしくはアチュートと呼ばれ、サンスクリット語ではアスプリシュヤ（aspṛśya）という。これは可触民を意味するスプリシュヤ（spṛśya）の対義語である。伝統的なインド社会においては最底辺のカーストというより、正確にはヴァルナの枠組み（ヴァルナ・ヴィャワスター）の外にあるため、アウト・カーストもしくはアヴァルナ（avarṇa）の呼称がある。また、「第5のヴァルナに属する者」の意でパンチャマ（Pañcama）の呼称がある。『ヴェーダ』には、「パンジャマー」や「サンダラン」「アヴァルナ」の名で現れている。
俗称として、彼らの代表的なジャーティであるマハール（屠畜業者）やパーリヤ（太鼓たたき）、バンギー（人糞処理の清掃人）などと呼ばれることもある。
不可触民のなかには、ハリジャン（神の子、हरिजन）という呼称は、マハトマ・ガンディーがヒンドゥー教の輪廻転生の教義に従い、現世で苦しんでいる彼らは来世で必ず良い生まれ変わりを迎えるだろうとしている。しかし、これを恩恵的、偽善的に呼んだに過ぎず、この呼称によってむしろ、カースト・ヒンドゥー（不可触民以外の一般のヒンドゥー教徒）社会全体が良心に目覚めたかのような印象を外界にあたえることは耐えられないと感じている者も少なくない。

### 遺伝学的な見地からみたダリット

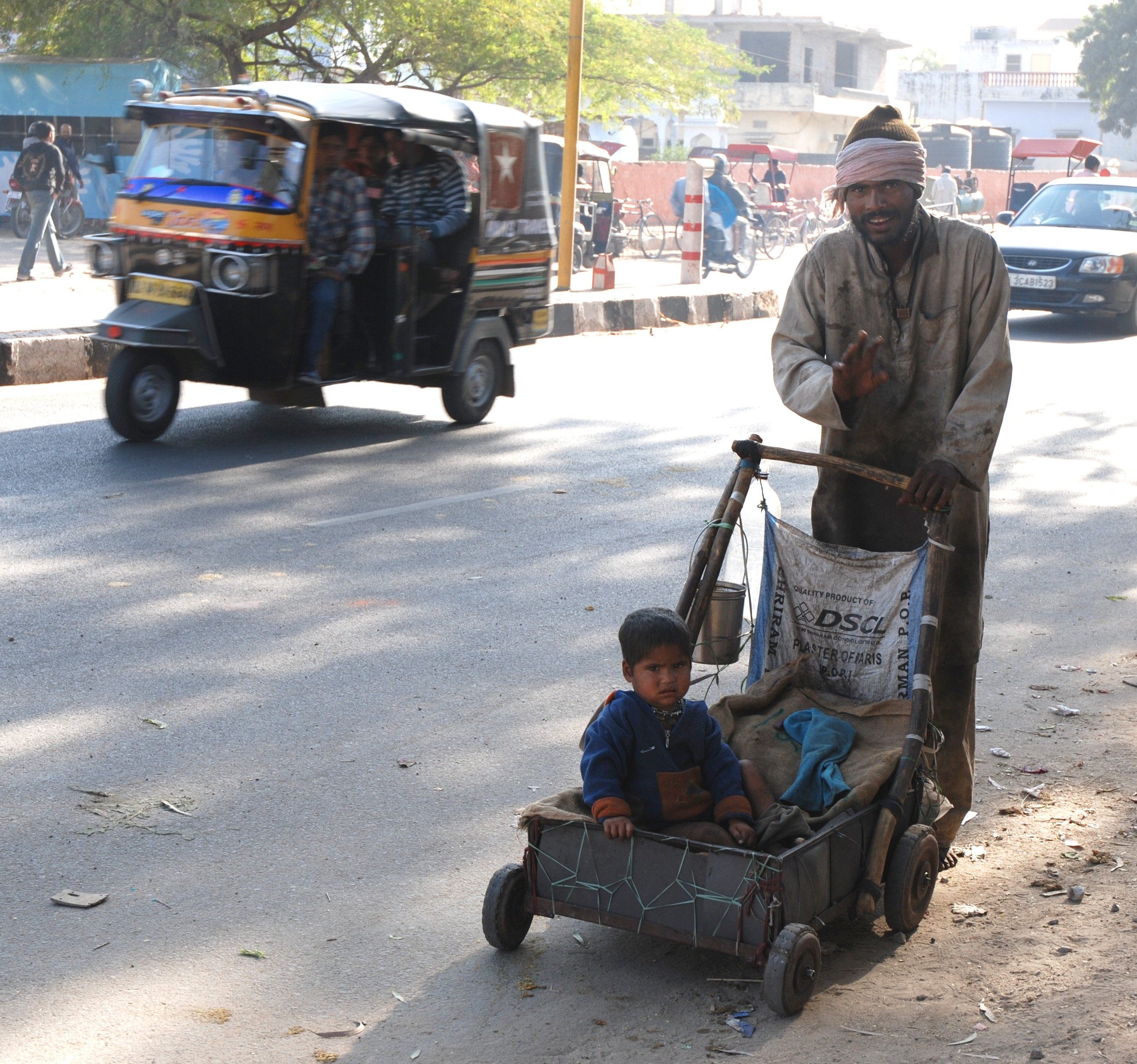
ダリット（ジャイプールにて）

ダリットの人口には、インド全国の膨大なカーストグループが混合している。インドは、遺伝的には世界で最も多様な国家であるにもかかわらず、不可触民については遺伝学的な根拠が全くないのであり、この差別が社会的につくられてきたことは明らかである。遺伝的調査はさらに、全体として、インドの遺伝的グループはいかなる非・南アジアのグループとも大きな類似性を示していないことを示しており、不可触民をふくむ全インド人は、紛れもなく、また、等しく南アジアの人々である。

### 不可触民の職業

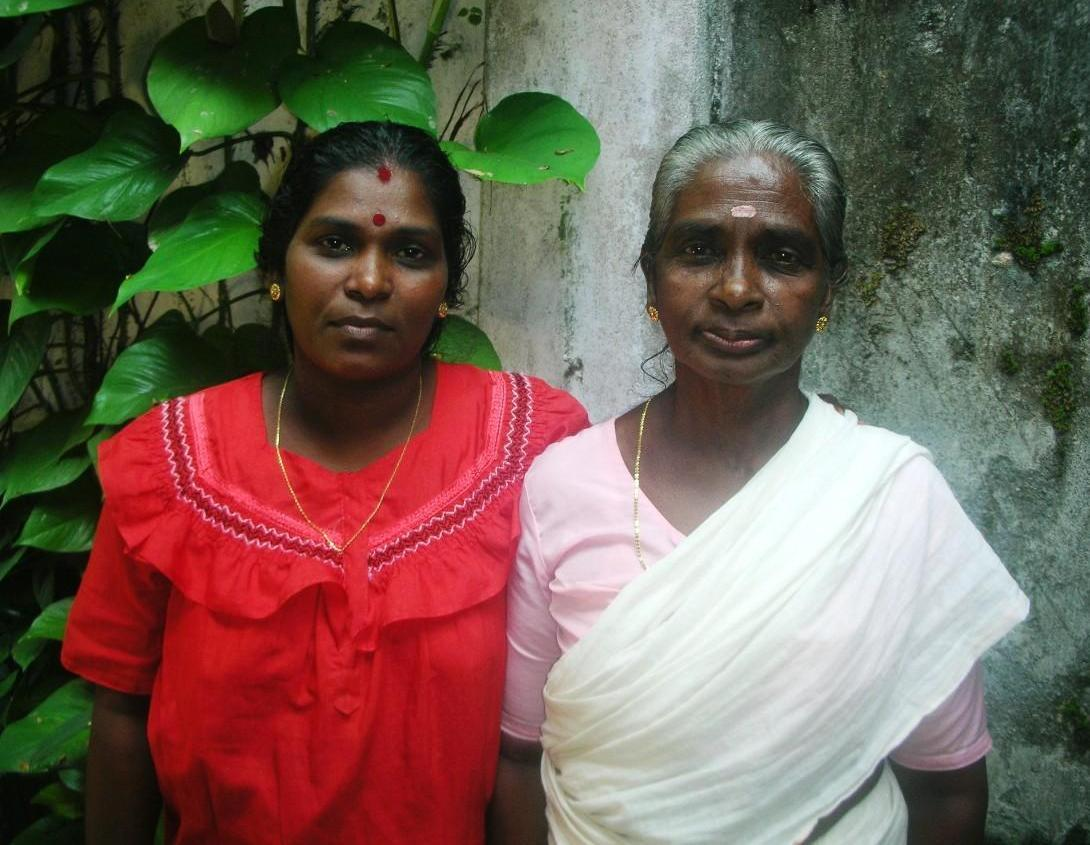
不可触民の母娘（ケーララ州）

ダリットには、皮革労働者（チャマール）、屠畜業者（マハール）、貧農、土地を持たない労働者、街路清掃人（バンギー、またはチュラ）、街の手工業者、バーリヤなどの民俗芸能者、洗濯人（ドービー）などのジャーティが含まれる。ジャーティがインドの社会秩序においてどのような地位を占めるかの基準は、人格や専門性などではなく、その職業を行うに当たって接触する物体の浄・不浄の度合いによって決められているとされている。穢れは、「死」「産」「血」「体からの分泌物」より生じると考えられ、次々に伝染するとされてきた。上記の職業は、不浄なものに触れやすいとして、伝統的に、特に低い地位に置かれてきたのである。
不可触民のなかにも序列がある。占い師と医師を兼ねるバッルバンというジャーティは、不可触民のなかで最高位を占め、「賤民中のバラモン」と自称することさえある。反対に、清掃、糞尿汚物処理専門の人々は不可触民のなかでも最も地位が低く、卑しめられている。これらの職業は基本的に世襲であることから、不可触民の中には、人間以下の境遇から抜け出るため、これらの仕事を放棄することが増えてきている。
ムサハール(Musahar)はインドで最も疎外された社会集団の一つで、約250万人いるとされる。政府に記載されていない人々を考慮すると・800万人はいるとも予想される。別名「ネズミを食べる人」と呼ばれ、ダリットからも蔑まれている。ムサハールの人々はどこへ行っても差別や孤立、極貧状態に直面する。大半は今でも農業労働者としてしか働けず、不作の時には野原でネズミやカタツムリを獲ったり、穀物をあさったりするしかない。

### 不可触民の歴史
社会階層概念としての不可触民は、紀元前2世紀から紀元後2世紀にかけて成立したと考えられる『マヌ法典』にはまだ見られず、歴史的には、西暦100年頃から300年頃にかけて成立したとされる『ヴィシュヌ法典』に初めて現れる。5世紀から6世紀にかけて成立したといわれる『カーティヤーヤナ法典』では、不可触民の規定がさらに明瞭なものになったところから、この頃、差別される諸集団を一括して不可触民とする考え方が定着していったものと考えられる。
『マヌ法典』には「聖典ヴェーダを読む声にシュードラが不届きにも耳を傾けたなら、熱く解けた鉛を耳に流し込んで罰すべし」と記されている。その後、一生族（エーカジャ）に属するシュードラに対する差別は穏やかなものになっていくが、不可触民への差別はむしろ強化されていったものと考えられる。
不可触民を含めた身分秩序が、このように、1,500年以上にわたって歴史的につくりだされてきたのである。歴史学的には、今日見られる社会階層としての不可触民の本格的な形成はインド中世社会の形成期以降であると考えられている。すなわち7世紀以降、インドでは、定着農耕社会のいっそう顕著な拡大がみられ、各地に自立的な村落共同体が形成されていったが、それに伴って山間地に居住していた諸部族が農村集落に吸収され、皮革細工や集落の清掃などに従事するようになった。そして、これと並行して形成されていくヴァルナ・ジャーティ制（カースト制）において、彼らの多くが不可触民として社会的に位置づけられるようになったと考えられる。
不可触民は、ヒンドゥー社会の中でも最下層階級であり、「触れると穢れる人間」として扱われてきた。不可触民は、触れてはいけないだけでなく、見ることも、近づくことも、その声を聞くことさえいけないとされた。また、他のヒンドゥー教徒と同じ神を信仰しているにもかかわらず、ヒンドゥー寺院への立ち入りが禁止され、ヴァルナに属する上位4身分のヒンドゥー教徒（カースト・ヒンドゥー）たちが使用する井戸や貯水池の使用さえも禁止されていた。このように、不可触民（ダリット）は、社会的に分離され、厳しい差別の被害をこうむってきた。

## イギリス植民地支配とカースト制度
カーストという単語はもとポルトガル語で「血統」を表す語「カスタ」(casta) であり、ラテン語の「カストゥス」（castus、「純粋なもの」「混ざってはならないもの」の意。転じて「純血」の意）に起源を持つ。
15世紀にポルトガル人がインド現地の身分制度であるヴァルナとジャーティを同一視して「カースト」と呼んだ。そのため、「カースト」は歴史的に脈々と存在したというよりも、植民地時代後期の特に20世紀において「構築」または「捏造されたもの」ともいわれる。
植民地の支配層のイギリス人は、インド土着の制度が悪しき野蛮な慣習であるとあげつらうことで、文明化による植民地支配を正当化しようとした。ベテイユは「インド社会が確たる階層社会だという議論は、帝国支配の絶頂期に確立された」と指摘している。インド伝統の制度であるヴァルナとジャーティの制度体系は流動的でもあり、固定的な不平等や構造というより、運用原則とでもいうべきもので、伝統制度にはたとえば異議申し立ての余地なども残されていた。ダークス、インデン、オハンロンらによれば「カースト制度」はむしろイギリス人の植民地支配の欲望によって創造されてきたものと主張している。またこのような植民地主義によって、カーストは「人種」「人種差別」とも混同されていったといわれる。
ホカートは、カーストと認定された「ジャーティ」は、実際には非常に弾力的で、あらゆる類の共通の出自を指し示しうるものと指摘している。
カーストに対応するインド在来の概念としては、ヴァルナとジャーティがある。外来の概念であるカーストがインド社会の枠組みの中に取り込まれた時、家系、血統、親族組織、職能集団、商家の同族集団、同業者の集団、隣保組織、友愛的なサークル、宗教集団、宗派組織、派閥など、様々な意味内容の範疇が取り込まれ、概念の膨張がみられた。
なお、イギリスが植民地経営を進める中では、1818年のコーレーガーオンの戦いに見られるように、ダリットを主力としたイギリス軍がカースト上位の戦士を主体とする軍を打ち破り、制度そのものを破綻させかねない極端な出来事もあったが、多くの局面ではカーストの温存が植民地経営を容易にすることもあり、カースト化が進行した。
ヴァルナ・ジャーティ制
カースト制を、在来の用語であるヴァルナ・ジャーティ制という名称で置き換えようという提案もあるが、藤井毅は、ヴァルナがジャーティを包摂するという見方に反対しており、近現代のインドにおいて、カーストおよびカースト制が既にそれ自体としての意味をもってしまった以上、これを容易に他の語に置換すべきでないとしている。
イギリスの植民地支配によって、一面では以前よりインド社会のカースト化が進行した。イギリス領インド帝国の権力はヴァルナの序列化の調停役を果たしたのであり、国勢調査報告者や地誌はジャーティの序列にしばしば言及し、また、司法は序列の証明となる慣行を登録して、随時、裁可を与えていた。このように、序列化を広く社会的に押しひろげていく要因のひとつには植民地支配があった。しかし、他方では、近代化とともにカースト制批判も強まって、1919年のインド統治法では不可触民にも議席が与えられた。

### ガンディーとアーンベードカルの対立
「インド独立の父」と讃えられるマハトマ・ガンディーは、「私の愛国心は人類の幸福を含んでいる。したがって、私のインドへの奉仕には人類への奉仕が含まれている」「インドが没落するようなことがあれば、アジアは滅びる」の言葉に表されるように、ガンディー自身、愛国者でヒンドゥー教の根本的世界観である輪廻転生（サンサーラ）と密接に結びついた原理を否定をすることはなかったが、不可触賎民をハリジャン（神の子）と呼んで不可触民の差別撤廃にも尽力した。ヒンズー教とイスラム教の和解と統一を求めて戦った。

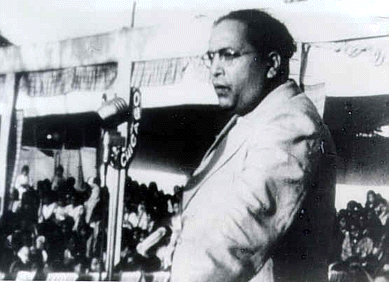
演説するアーンベードカル（1935年）

それに対し、不可触民出身のアーンベードカルは1923年7月、上級法廷弁護士として開業し、大学で講義し、様々な公的機関で不可触民差別の実態について証言し、新聞も発行した。さらにボンベイ州立法参事会のメンバーとしてアウト・カースト解放運動において指導的な役割を担った。1927年から1932年にかけては、支持者とともにヒンドゥー寺院への立ち入り、および、公共の貯水池や井戸の利用についての不可触民の権利の確認を求めた非暴力運動を推進した。具体的には、ナーシクのカーラーラーム寺院からの不可触民排除、また、マハード市のチャウダール貯水池からの不可触民の排除に抗議するものであった。この2つの運動には、どちらも数万人の不可触民のサッティヤーグラヒー（非暴力抵抗者）たちが参加したが、それに対し、カースト・ヒンドゥーに属する人々は暴力的な反応を示した。チャウダール貯水池の運動は、数年にわたる訴訟を経て、下層カーストの活動家たちの法的な勝利のうちに終了した。なお、ヒンドゥー教の古来の聖典『マヌ法典』が不可触民への過酷な扱いへの大きな根拠になっていると考えていたアーンベードカルは、チャウダール貯水池の運動の際に、その場で『マヌ法典』を焼いている。
アーンベードカルが、不可触民の地位向上のため、植民地政府に対して分離選挙権（コミュニティの代表議員を、そのコミュニティのメンバーからなる選挙区で選出する権利）を求めたのに対し、ヒンドゥー社会の分断を恐れたガンディーは「欲望」を抑え「自己犠牲」の精神によって要求を取り下げるよう強制したため、2人の対立は深まった。ガンディーが、カースト制度を理想的な分業体制であるとして擁護し、「物欲を煽る西洋文明」に対して「インド文明の精神性」を現すものだとして賞賛するのに対し、アーンベードカルにとって、カースト制度は差別的な身分制度以外の何物でもなかったのである。

### インド憲法の制定とアーンベードカル

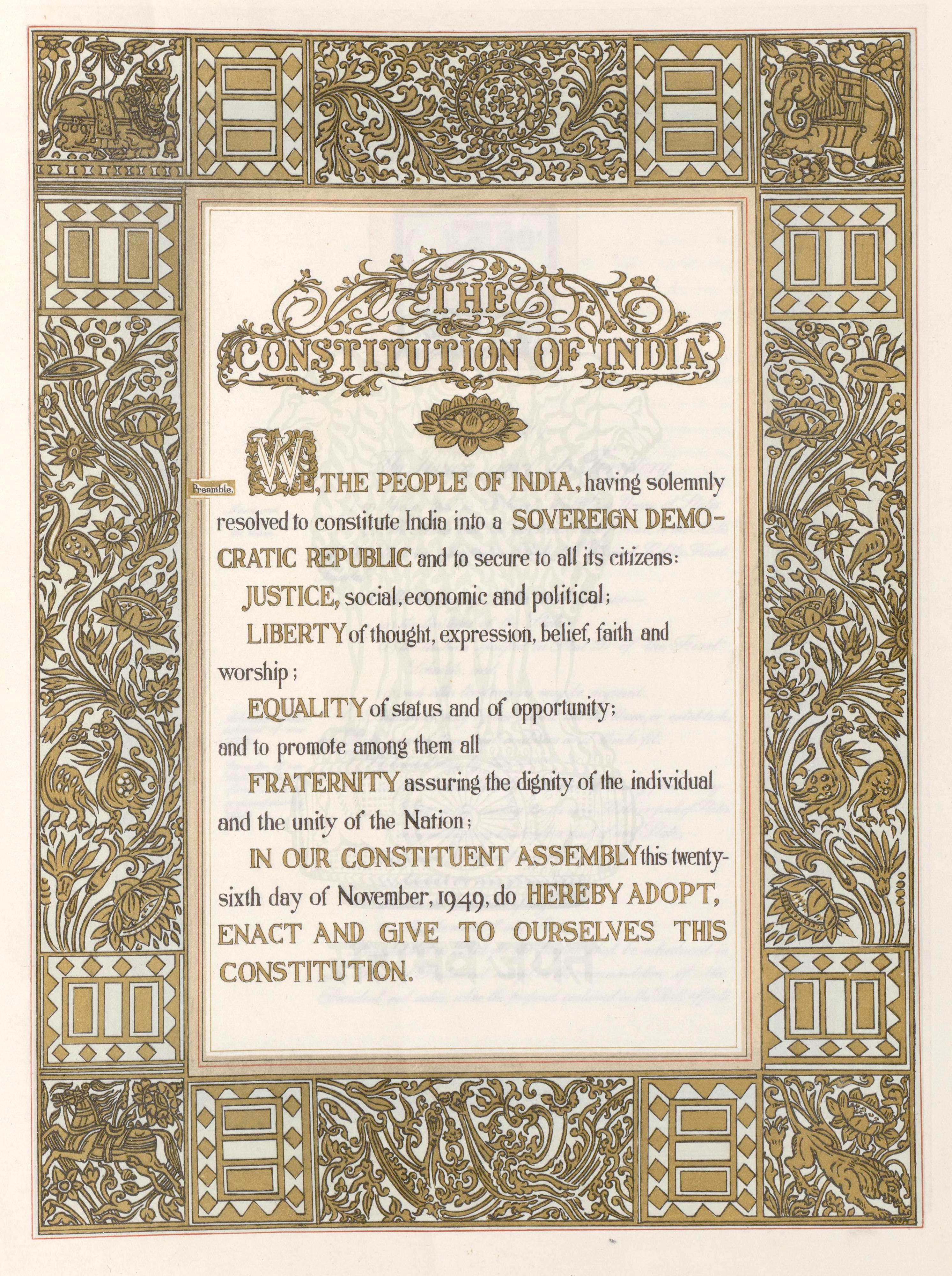
共和制に移行した1950年制定のインド憲法ではカースト差別は禁止された

1947年、アーンベードカルは初代インド首相ネルーに請われて初代法務大臣に就任し、憲法制定会議委員長を兼任した。憲法案起草の中心人物となったアーンベードカルは、憲法案に不可触民制廃止を盛り込むことに成功した。同年4月29日、インド制憲議会は、「いかなる形における不可触民制も廃止し、不可触民への差別は罪とみなす」と宣言した。また、従来の不可触民を「指定カースト民」（Scheduled Castes）と呼称し、指定部族（Scheduled Tribes）に指定された先住民族ともに、教育、公的雇用、議会議席数の三分野において一定の優先枠を与えることとした。これを、留保制度（Reservation system）という。
こうして1950年に制定されたインド憲法では、法的に、カースト差別は憲法上禁止された。インド憲法17条では、以下のように「不可触民制の廃止」を規定している。
- 17条「不可触民制の廃止」

不可触民制は廃止され、いかなる形式におけるその慣行も禁止される。不可触民制より生ずる無資格を強制する事は、法律により処罰される犯罪である。
なお、アーンベードカルは、身分差別の因習を打破するため、死の2か月前の1956年10月、かれの属したマハールの人びと約50万人とともに仏教に改宗した（仏教復興運動）。

## カースト制の変容と公民権の保護法

### インドの取り組み
カースト制の変容そして、インド憲法第341条により、大統領令で州もしくはその一部ごとに指定された諸カースト（不可触民）の総称として、スケジュールド・カースト（指定カースト）と呼称し、留保制度により、公共機関や施設が一定割合で、優先的雇用機会を与えられ、高等教育への入学枠や公務員の採用枠などを留保しておくというものである。公務員職の採用枠のうち教育機関への入学の優先枠が設けられたり、国営企業職員の優先就職枠、議会の議席、公務員と、1950年では約20%だったものが、93年には約49.5%にまで引き上げられた。優遇の対象外の人は、これは逆差別だと反対している。
この留保制度の下で被差別民層から大学への進学者が徐々に増え、1990年代になると、自由経済体制への転換や文化面の開放政策も相まって留保制度の効果が顕在化し、指定カースト出身者の上級公務員、弁護士、医師、教師が増えていった。公務員2,000万人のうち300万人超を、指定カースト出身者が占めるようにもなった。このため、アウト・カースト＝経済・社会的最下層階層という構図は当てはまらない。
だが一方で、インドのジャーナリズムの世界においてもバラモン出身の記者が影響力を持っていてダリト出身記者に対する差別があり、ダリト差別についての専門誌『ダリト・ダスタク』（ダスタクは扉を叩くノックの意）が創刊されるに至っている。
一方、不可触民のなかでも農村に定住しない遊牧民や、1952年以前に「犯罪部族法」に指定されていた「告知を解かれた部族（De-Notified Tribes; DNT）」と呼ばれるカーストなど、指定カーストの指定を受けられなかった最下層のカーストが2008年時点で1億1千万人存在する。これらの人々はいまだに貧困と潜在的犯罪者という偏見のなかで生活している。2004年にマンモハン・シン政権は社会正義・エンパワーメント省に「DNT・遊牧民・準遊牧民部族のための全国委員会」を設け、これらの人々の人権問題の改善を進めた。

### 公民権の保護法と指定カーストの虐待防止法
1955年に制定された公民権の保護法により、不可触民を理由に宗教施設やホテル、商店や食堂や、川や湖、井戸などの水場や葬儀場、公共の道路、病院や学校などを利用することなどを妨げてはいけない。また動物の死骸の片付けなどを強いてはいけない等々、といった細かな差別的待遇に対する懲役や罰金などの刑罰が規定された。さらに1989年に指定カースト・指定部族への虐待防止法が制定され強化された。

### ダリット・インド商工会議所（DICCI）
ダリット・インド商工会議所は、ダリット出身の経営者の集まり、ダリット出身の起業を支援している。またタタ財閥やCIIのメンバーなどが、ダリット・インド商工会議所を支援している。

### ナラヤナンの登場

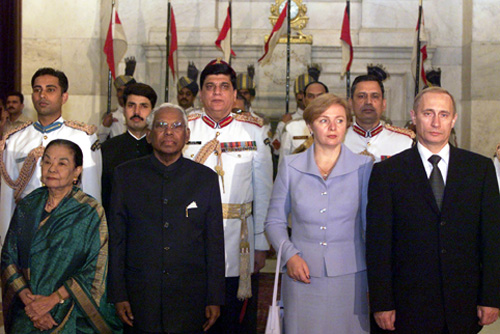
ナラヤナン夫妻とロシアのプーチン夫妻（2000年10月3日）

1997年には、大統領が誕生した。コチェリル・ラーマン・ナラヤナン第10代インド共和国大統領である。ナラヤナンは、1921年にインド南部のケーララ州で不可触民の家に生まれたが、苦学の末に大学をトップで卒業し、イギリスのロンドン・スクール・オブ・エコノミクスに留学した人物である。この後、教師やジャーナリストを経てインド外務省に入省、中国大使や米国大使などを歴任した。日本の勤務経験もある親日家である。1984年、下院議員選挙にインド国民会議派から立候補し、当選を果たした。ナラヤナンは、1997年から2002年まで大統領職にあった。
2017年に就任した第14代大統領ラーム・ナート・コーヴィンドもダリット出身である。
また大衆社会党のマヤワティ党首はダリット出身女性でありながら、デリー大学卒業後、政界入り。インドでも最大の人口を抱えるウッタル・プラデーシュ州で選挙に勝ち、4度州首相となっている。その他にもダリット出身の著名人では、バラクリシュナン最高裁判所長官やインド人民党のラックスマン総裁などがいる。